# Wade Belak

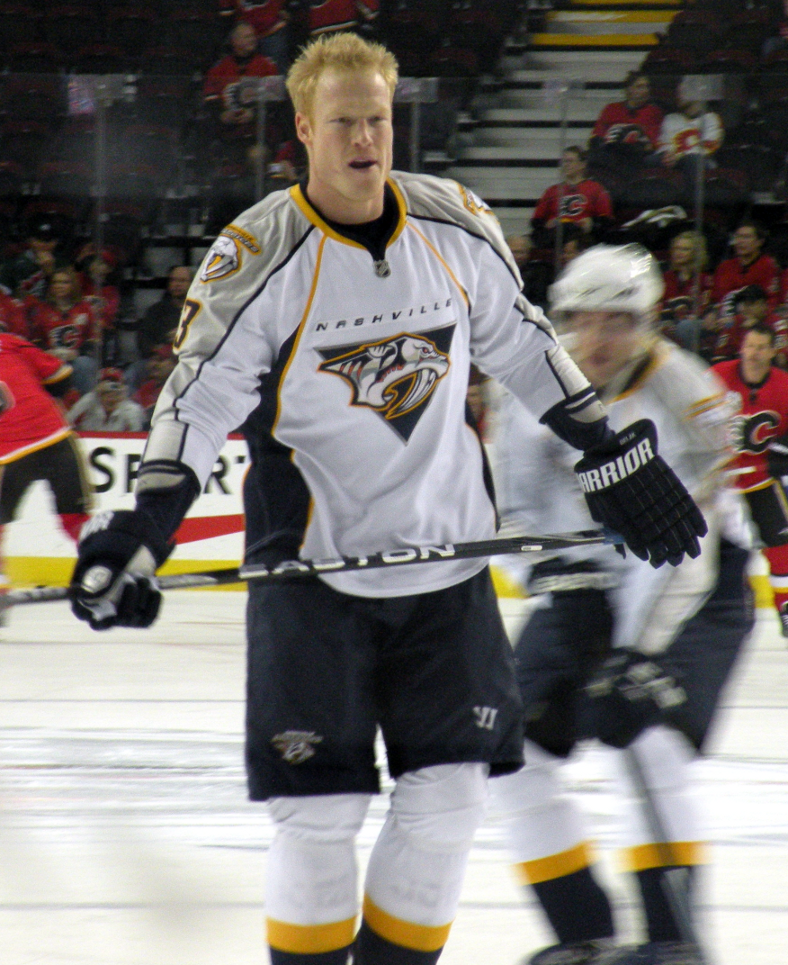

Wade Belak (Saskatoon, 3 de julho de 1976 - Toronto, 31 de agosto de 2011) foi um jogador profissional de hóquei no gelo canadense que atuava na posição de defensor. Jogou nas equipes do Colorado Avalanche, Calgary Flames, Toronto Maple Leafs, Florida Panthers e Nashville Predators, todas da National Hockey League (NHL).